# Mangaiasumphöna
Mangaiasumphöna (Zapornia rua) är en förhistorisk utdöd fågel i familjen rallar inom ordningen tran- och rallfåglar. Fågeln beskrevs 1986 utifrån subfossila lämningar från sen Holocen funna i grottor på ön Mangaia i södra Cooköarna. Fågelns utdöende tros ha orsakats av jakt och habitatförstörelse efter att människor kom till ön samt införseln av främmande djurarter.
Tidigare fördes den till släktet Porzana, men DNA-studier visar att en grupp arter som fågeln troligen är en del av endast är avlägset släkt med typarten för Porzana småfläckig sumphöna och förs därför till ett annat släkte, Zapornia.